# 軽歩兵教導指導局
軽歩教導指導局（朝鮮語: 경보교도지도국、英: Light Infantry Training Guidance Bureau / Training Unit Guidance Bureau, TUGB）は、朝鮮民主主義人民共和国（北朝鮮）の朝鮮人民軍総参謀部コマンド部隊・特殊作戦部隊、およびこれを統括する司令部組織。かつては特殊第8軍団として知られており、2010年には第11軍団と改称された。第630号大連合部隊の単隊号が付与されており、また、暴風軍団とも通称されている。司令部は平安南道徳川市に所在しているとされる。

## 来歴
1955年4月の朝鮮労働党中央委員会において、金日成委員長は「すべての力を祖国の統一独立と共和国北半部における社会主義建設のために」と題する発表を行った。これは朝鮮戦争以前に採用されていた、軍による南進統一路線を転換するもので、住民が自ら革命を起こすための工作を行うことを目的としており、のちに、レーニンの「四月テーゼ」にならって4月テーゼとして知られるようになった。一方、大韓民国の側では、1960年の四月革命によって成立した第二共和国制下において、北朝鮮との融和の気運が高まっていた。しかしこの情勢を憂慮した韓国軍一部幹部による1961年の5・16軍事クーデターの成功以後、国家再建最高会議による軍事政権下では逆に反共主義への傾斜が強まり、続く第三共和国においてもこれは踏襲された。
この情勢変化を受けて、1966年5月、朝鮮人民軍は対南工作を専門とした第283部隊を、総参謀部偵察局内に設立した。1967年8月12日、内部粛清によって第283部隊は第124部隊に改編された。第124部隊は1968年1月21日には青瓦台襲撃作戦、同年11月1日には江原道三渉・慶尚北道蔚珍で住民撹乱作戦を実行したが、いずれも失敗に終わった。
1969年1月の人民軍大会で、2度の失敗を責められた対南工作担当者が解任され、軍指導部も粛清された。これによって第124部隊は再度改編され、第17偵察旅団を併合して特殊第8軍団が編成された。そして1983年7月、特殊第8軍団を母体に、各軍SOF部隊を統合運用する組織として創設されたのがTUGBである。
2013年、北朝鮮の対外宣伝用ウェブサイトは「3日戦争」と題したシナリオを公開。第11軍団の役割として、韓国軍後方に素早く展開してソウルなどに滞在中のアメリカ人15万人を人質として捕らえる計画であると紹介。大掛かりな特殊作戦部隊であることが示唆された。また2024年、韓国側は北朝鮮のロシア派兵に参加した北朝鮮軍兵士を暴風軍団出身であると指摘した。

## 編制
TUGBは、朝鮮人民軍の全ての特殊作戦部隊（SOF）におけるフォース・プロバイダーであり、各種の特殊作戦資産を前線の各部隊に対して提供する。また同時に、総参謀部直属のフォース・ユーザーとしての機能も有している。その隷下には、合計で9万ないし12万名の兵力があるとされており、下記のような部隊が編成されているといわれている。
軽歩兵部隊
ポンゲ（번개、稲妻の意味）と通称される。主力部隊の作戦行動を援護するため、中隊・小隊規模でのコマンド作戦を主任務としており、軍団の先遣部隊として、緊要地形や重要施設の確保、後方撹乱任務を遂行するとともに、軍団の機動予備部隊ともなる。作戦地域は、韓国の前方軍団の作戦地域警戒線以内（30～70km）とされており、これより深く浸透しての作戦は、後述の狙撃部隊や航空陸戦部隊の担当となる。
何個部隊が編成されているかは諸説あり、TUGBの直隷下に3個旅団、前線の各軍団に計11個旅団（計38,500名）が配属されているとも言われている。また、前線軍団配属の部隊の一部は、さらに細分化されて師団に配属されている。直隷の3個旅団は下記のとおりであるとされている。
- 81軽歩旅団：慈江道熙川市
- 82軽歩旅団：慈江道煕川市
- 87軽歩旅団：咸鏡南道咸興市

狙撃部隊
ピョラク（벼락、雷の意味）と通称される。基本的には軽歩兵部隊と同様であるが、より小部隊で、より特殊作戦・不正規戦争的な作戦を主任務としている。3個狙撃旅団、3個空軍狙撃旅団、2個海上狙撃旅団が編成されており、空軍狙撃旅団は空軍、海上狙撃旅団は海軍の指揮下に配属されて、それぞれ敵の航空・港湾施設に対する破壊工作を担当していると言われている。一方、狙撃旅団は、TUGBの直隷下におかれており、最精鋭部隊として、最深部において戦略目標に対する情報・破壊工作を担当する。なお、狙撃旅団については、偵察局所属であるという推測もある。
- 狙撃旅団×3個（計10,500名）
- 海軍狙撃旅団×2個（計7,000名）
- 空軍狙撃旅団×3個（計10,500名）

航空陸戦部隊
ウレ（우뢰、雷の意味）と通称される。基本的には、他国の空挺部隊と同様の部隊であり、3個航空陸戦旅団（計10,500名）が編成されている。
An-2小型輸送機などの航空機によるエアボーン作戦などを主任務としている。An-2は、プロペラや水平尾翼は木製、主翼の一部はキャンバス張りであり、また機体そのものも小さいことからレーダー反射断面積（RCS）が小さく、低被探知性を備えていると言われている。